# Julius Ernst Rautenstein
Julius Ernst Rautenstein (ur. ok. 1590 w Lauenburgu, zm. w 1659 lub 1660 w Szczecinie) – niemiecki kompozytor i organista okresu baroku.
Był nieślubnym synem księcia sasko-lauenburskiego Franciszka I. Mieszkał i działał w Kroppenstedt, Halberstadt, Quedlinburgu i Bremie. Około 1645 przybył do Szczecina. Pracował jako organista nadworny książąt szczecińskich i organista Kościoła Mariackiego w Szczecinie. 
Rautenstein zyskał sobie lokalną sławę swoją działalnością muzyczną i kompozytorską. W swoich utworach stosował stary styl kontrapunktyczny, ale wprowadzał też nowy styl koncertujący z udziałem basso continuo. Zachowało się niewiele kompozycji Rautensteina, głównie świeckie kantaty i kompozycje okolicznościowe i kilka utworów sakralnych.